# Wolanów (gromada)
Wolanów – dawna gromada, czyli najmniejsza jednostka podziału terytorialnego Polskiej Rzeczypospolitej Ludowej w latach 1954–1972.
Gromady, z gromadzkimi radami narodowymi (GRN) jako organami władzy najniższego stopnia na wsi, funkcjonowały od reformy reorganizującej administrację wiejską przeprowadzonej jesienią 1954 do momentu ich zniesienia z dniem 1 stycznia 1973, tym samym wypierając organizację gminną w latach 1954–1972.
Gromadę Wolanów siedzibą GRN w Wolanowie utworzono – jako jedną z 8759 gromad na obszarze Polski – w powiecie radomskim w woj. kieleckim, na mocy uchwały nr 13i/54 WRN w Kielcach z dnia 29 września 1954. W skład jednostki weszły obszary dotychczasowych gromad Wolanów, Garno, Kowala Duszocina, Strzałków i Franciszków (bez kolonii Sławno B) ze zniesionej gminy Wolanów w tymże powiecie. Dla gromady ustalono 20 członków gromadzkiej rady narodowej.
31 grudnia 1961 do gromady Wolanów przyłączono obszar zniesionej gromady Sławno, a także wieś Młodocin Większy oraz kolonie Żurawieniec i Waliny ze zniesionej gromady Młodocin.
1 stycznia 1969 do gromady Wolanów przyłączono Bieniędzice, Jarosławice i Zabłocie ze zniesionej gromady Jarosławice.
Gromada przetrwała do końca 1972 roku, czyli do kolejnej reformy gminnej. 1 stycznia 1973 reaktywowano gminę Wolanów.